# Asma Ben Boukhatem
Asma Ben Boukhatem, née le 25 octobre 1997, est une nageuse tunisienne.

## Carrière
Asma Ben Boukhatem est médaillée de bronze sur 4 × 200 mètres nage libre aux Jeux panarabes de 2011 à Doha.
Elle est aussi médaillée d’argent sur 200 mètres et 400 mètres nage libre à la coupe de la Confédération méditerranéenne de natation 2011.
Elle dispute les Jeux africains de 2015 à Brazzaville, obtenant deux médailles de bronze sur 4 × 100 m nage libre et sur 4 × 100 m quatre nages.